# Methia trium
Methia trium là một loài bọ cánh cứng trong họ Cerambycidae.